# Vicente Gonzalez
Vicente Gonzalez Jr., född 4 september 1967 i Corpus Christi i Texas, är en amerikansk politiker (demokrat). Han är ledamot av USA:s representanthus sedan 2017.
Rubén Hinojosa kandiderade inte till omval i representanthuset i kongressvalet 2016. I valet där det gällde att efterträda honom som representanthusledamot var Gonzalez etta med 57,3 procent av rösterna och republikanen Tim Westley tvåa med 37,7 procent. Vanessa Tijerina kandiderade för Green Party of the United States och fick 3,1 procent av rösterna, medan Ross Lynn Leone kandiderade för Libertarian Party och fick 1,9 procent.